# Лозен (област Стара Загора)
Вижте пояснителната страница за други значения на Лозен.
Лозен е село в Южна България. То се намира в община Стара Загора, област Стара Загора.

## География
Лозен е разположено е в живописна котловина, заобиколена от гористи планини, залесени с бор и дъб.

## История
Първоначалното местонахождение на селото е било в планината. По-късно, в края на 17 век, селото възниква на сегашното място от двете страни на реката с 40 къщи, под името Балаклии. Основен поминък е лозарството, животновъдството, тухларството и добив на вар. Настъпва период на пробуда и разцвет, и през 1850 г. е открито първото училище, като същото помещение се е ползвало и за църква.
По време на освободителната Руско-турска война, селото е опожарено до основи, но жителите успяват да се укрият в планината. След освобождението те отново построяват своите домове, като започва период на развитие и в 1890 г.селото има 107 къщи и 732 жители. Те събират дарения и през 1892 г. построяват църква „Св. Димитър", която е запазена и функционира и до днес. От 1894 г. с държавен указ селото е преименувано на Лозен. До 1939 г. жителите надхвърлят 1000 души. През 1919 г. се създава народно читалище „Светлина". По време на войните от с. Лозен загиват 42 фронтоваци.
През Втората световна война германците в продължение на 3 години разработват и експлоатират в селото мина за добив на молибденова руда и пирит, която сега е затворена. Заради този факт името на селото е променено на Руда, което носи до 1997 г., след което селото връща старото си име Лозен.